# Guys 'n' Dolls
Pour les articles homonymes, voir Guys and Dolls (homonymie).
Guys 'n' Dolls est un groupe de pop britannique.

## Histoire
Guys 'n' Dolls se forme en novembre 1974, après qu'Ammo Productions organise des auditions pour trois jeunes hommes et trois jeunes femmes pour se produire en tant que groupe vocal. Les six membres originaux sont Paul Griggs, David Van Day, Dominic Grant, Thereza Bazar, Martine Howard et Julie Forsyth (fille de Bruce Forsyth).
Guys 'n' Dolls a son premier single à succès, There a Whole Lot of Loving, en janvier 1975. La chanson est initialement enregistrée en septembre 1974 par un groupe de chanteurs de session (dont Tony Burrows et Clare Torry) pour une publicité télévisée pour les biscuits McVitie's. Guys 'n' Dolls est formé pour tirer profit de la popularité du jingle et le présenter comme un single. Cependant, le groupe n'est pas prêt à temps pour enregistrer une toute nouvelle version pour la sortie précipitée du single et donc les voix des chanteurs de session sont sur le single. La chanson devient connu immédiatement, en étant no 2 du classement des singles britanniques.
L'année suivante, le groupe a de nouveau de bons résultats alors que sa reprise de You Don't Have to Say You Love Me atteint la 5e place. D'autres singles du groupe se classent plus modestement et le groupe n'enregistre qu'un seul album, Guys 'n' Dolls, sorti en 1975. En 1977 cependant, ils sont no 1 aux Pays-Bas et en Belgique avec You're My World, les lançant dans une nouvelle phase de leur carrière.
Au milieu de 1977, Van Day et Bazar ne sont pas satisfaits de la direction du groupe et la direction les pousse à partir. La communication affirme que c'est leur propre décision pour se concentrer sur l'écriture de chansons. Le duo, sous le nom de Dollar, a plusieurs succès à la fin des années 1970 et dans les années 1980. Guys 'n' Dolls continue en tant que quatuor, avec leur troisième album Together (1977. Le groupe a un dernier coup mineur au Royaume-Uni en 1978, et après avoir échoué à renouveler leur contrat avec Magnet Records, ils se concentrent sur leur succès aux Pays-Bas, où ils continuent à avoir des succès pendant les années suivantes. Fin 1978, le groupe joue en première partie de Frank Sinatra pour une série de concerts à Londres.
En 1979, le groupe participe au concours A Song For Europe, afin de représenter le Royaume-Uni au concours Eurovision de la chanson avec la chanson How Do You Mend a Broken Heart? Bien que l'émission soit abandonnée en raison d'une grève de la BBC, la chanson termine à la dixième place des 12 candidats lorsque les juges votent sur les enregistrements audio des chansons.
En 1980, Forsyth et Grant ont leur premier enfant ensemble, et Martine Howard et le producteur de disques Guys 'n' Dolls, Gerard Stellaard, se marient et déménagent aux Pays-Bas. Après son mariage, Howard quitte le groupe et est remplacé par la sœur cadette de Forsyth, Laura début 1981. Le changement est de courte durée, car Laura est remplacée par Rosie Hetherington, qui faisait auparavant partie de la troupe de danse Legs & Co.
Guys 'n' Dolls finit dans l'unité en décembre 1985, après avoir passé onze ans ensemble. Grant et Forsyth, forment un duo Grant & Forsyth, et ont cinq autres succès aux Pays-Bas. En 1988, Forsyth écrit Go  qui représente le Royaume-Uni au Concours Eurovision de la chanson 1988, interprétée par Scott Fitzgerald. Forsyth et Grant, ainsi que l'ancien membre de Jigsaw Des Dyer, font le chœur pour l'interprétation de la chanson au concours de Dublin, en Irlande. La chanson est deuxième, un point derrière Ne partez pas sans moi interprétée par Céline Dion pour la Suisse, ce qui en fait le concours le plus proche jamais organisé.
La formation originale de Guys 'n' Dolls (Grant, Forsyth, Griggs, Howard, Van Day et Bazar) se réunit pour la première fois en 31 ans pour une grande émission de télévision aux Pays-Bas en mars 2008. Cela comprend un certain nombre d'interviews dans la presse et à la télévision.

## Discographie
Singles
- 1975 : There's a Whole Lot of Loving
- 1975 : Here I Go Again
- 1975 : Let's All Get Together
- 1976 : You Don't Have to Say You Love Me
- 1976 : If Only for the Good Times
- 1976 : Stoney Ground
- 1977 : You're My World
- 1977 : Mamacita)
- 1977 : Growing Pains
- 1977 : Angel of the Morning
- 1977 : Let's Make Love
- 1978 : Only Loving Does It
- 1978 : Same Old Way
- 1978 : Something's Gotten Hold of My Heart
- 1979 : How Do You Mend a Broken Heart
- 1980 : Our Song
- 1980 : Starship of Love
- 1980 : Love Lost in a Day
- 1981 : I got the fire in me (Sarà perché ti amo)
- 1982 : Broken Dreams
- 1982 : I Heard It on the Radio
- 1983 : Glory to the Beautiful People
- 1983 : Freeze
- 1983 : Silent Night
- 1984 : I Feel Like Cryin'
- 1985 : Phoney People

Albums
- 1975 : Guys 'n' Dolls
- 1976 : The Good Times
- 1977 : Together
- 1980 : Our Songs
- 1982 : Happy Together